# Witomierz
Witomierz – przysiółek wsi Cerkwica w Polsce, położony w województwie zachodniopomorskim, w powiecie gryfickim, w gminie Karnice.
W latach 1946–1998 przysiółek administracyjnie należał do województwa szczecińskiego.
Według danych pod koniec 2004 roku przysiółek miał 6 mieszkańców.